# Liaoningornis
Liaoningornis (Liaoningornis longidigitrus) – kopalny ptak żyjący we wczesnej kredzie (ok. 130-120 mln lat temu) na terenach wschodniej Azji; jego nazwa znaczy "ptak z (prowincji) Liaoning". Pierwotnie uznany za ptaka bliżej spokrewnionego ze współczesnymi ptakami niż z grupą Enantiornithes; z późniejszych badań wynika jednak jego przynależność do Enantiornithes i prawdopodobne bliskie pokrewieństwo z Eoalulavis hoyasi.
Długość ciała ok. 30 cm, wysokość ok. 15 cm, masa ok. 150 g. Jedyny znany okaz to niekompletny szkielet z zachowanym mostkiem, niekompletną prawą kością kruczą, niekompletną prawą kończyną przednią, kompletną prawą kończyną tylną i lewą stopą oraz odciskami piór. Jego szczątki znaleziono w Chinach (w prowincji Liaoning).
Jego stopy były przystosowane do obejmowania gałęzi. Posiadał już, jak współczesne ptaki, grzebień na mostku, przeznaczony do mocowania mięśni skrzydeł.